# Honda CTX 700 N
Die Honda CTX 700 N ist die Soft-Chopper-Variante aus der Familie der Honda NC-Motorräder, in der auch die Honda NC 700 X, Honda NC 700 S, der Roller Honda Integra (Motorroller) und der futuristische Cruiser Honda NM4 Vultus gehört. Der Modellcode lautet RC68.
Hervorzuheben sind
- das automatische Doppelkupplungsgetriebe DCT,
- das ABS,
- die niedrige Sitzhöhe von 70 cm,
- der niedrige Verbrauch von 3,5 l/100 km

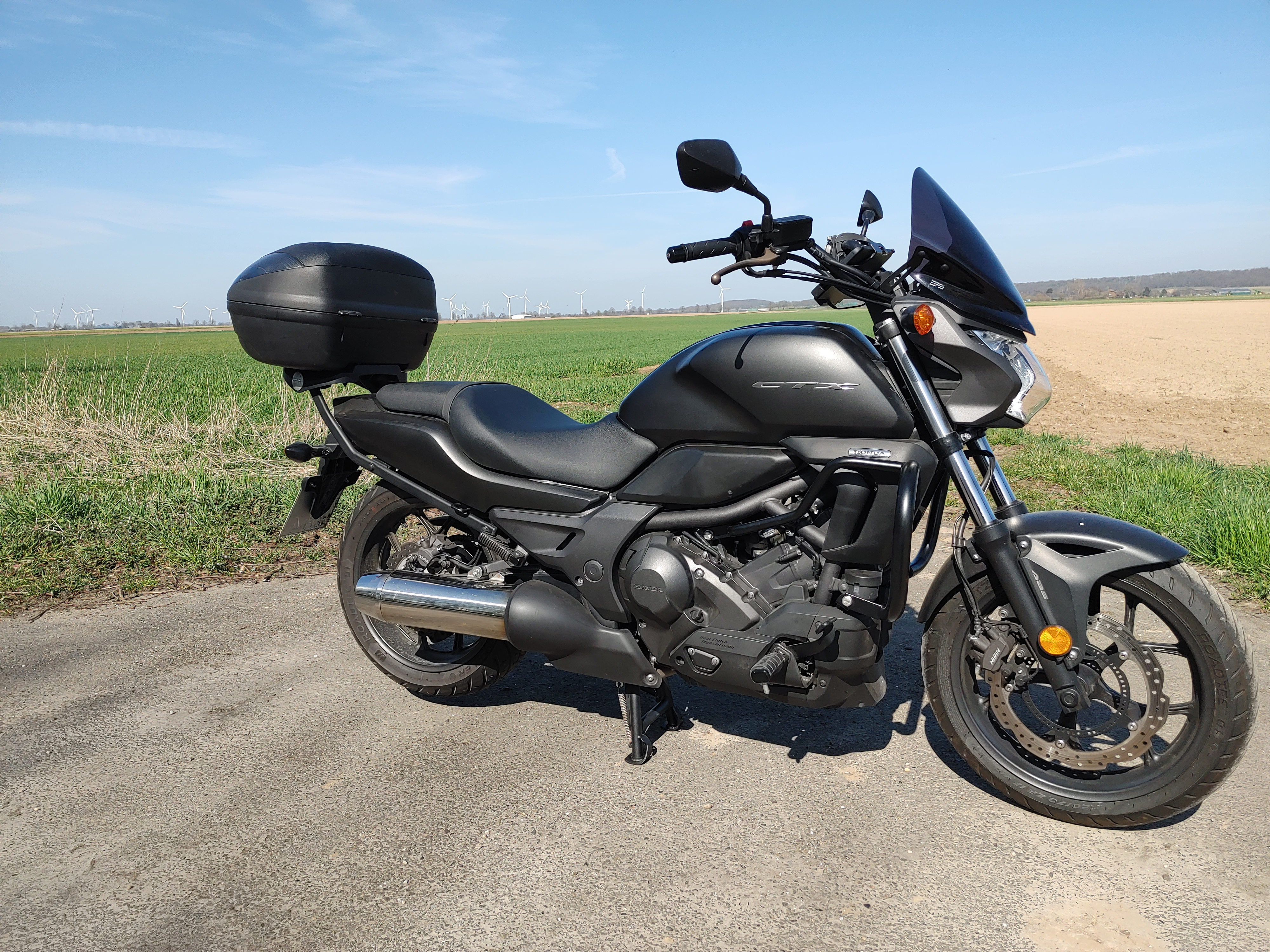
Honda CTX 700 N

- die Nutzung mit A2-Führerschein